# Securidaca fruticans
Securidaca fruticans är en jungfrulinsväxtart som beskrevs av John Julius Wurdack. Securidaca fruticans ingår i släktet Securidaca och familjen jungfrulinsväxter. Inga underarter finns listade i Catalogue of Life.